# Polygonum affine
Polygonum affine es una especie de planta ornamental de la familia Polygonaceae.

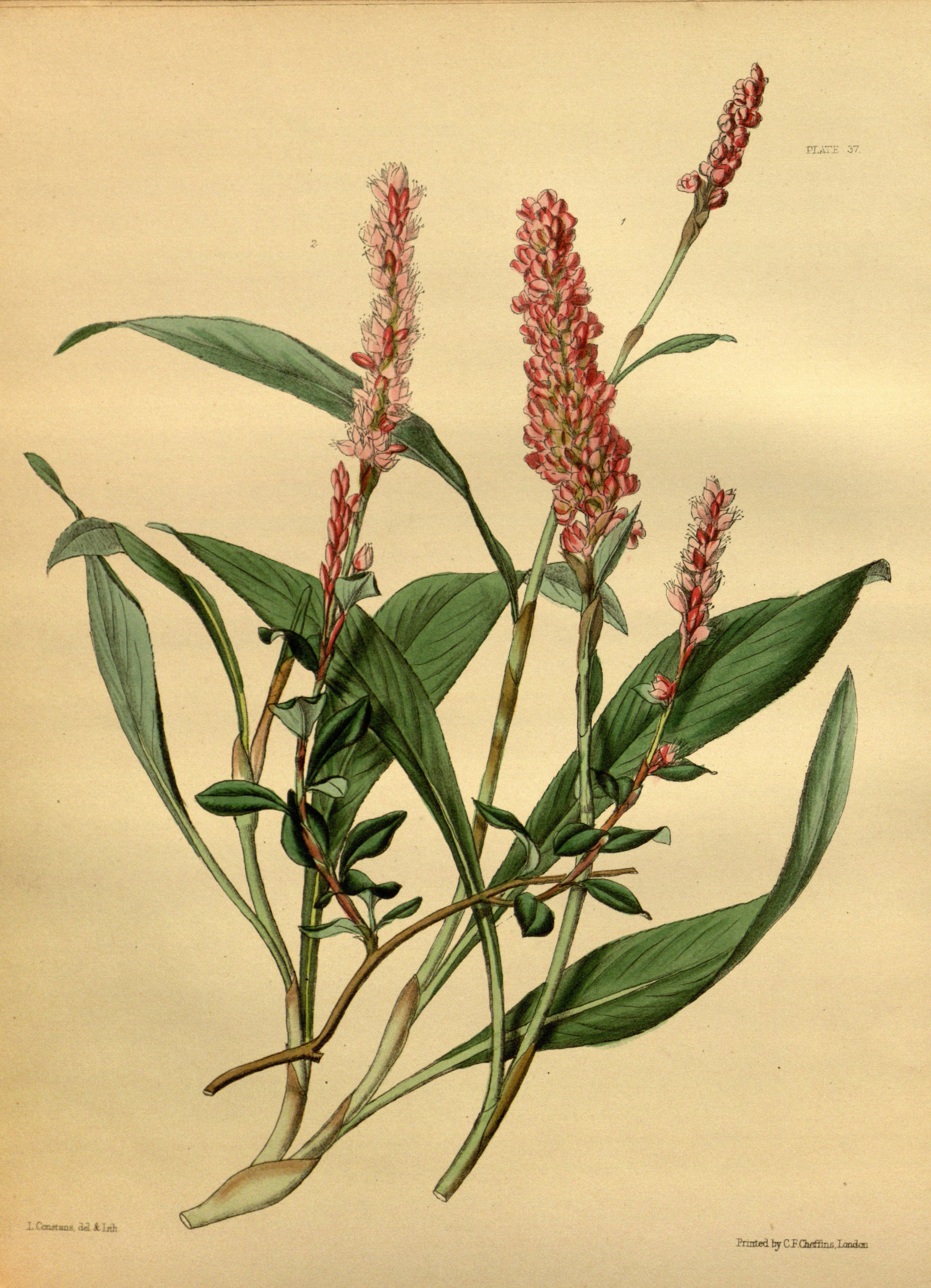
Ilustración

## Descripción
P. affine es una planta rastrera, densamente moñuda, perennifolia formando esteras, que crece hasta los 25 cm de alto por 60 cm de ancho. Las hojas son elípticas estrechas y glaucas por debajo. Las hojas están en su mayoría en la base, miden 3-8 cm de largo, con la base reducido a un tallo corto. Los márgenes de las hojas son enteros o muy finamente dentados. La mitad de la vena es prominente. Las inflorescencias en espigas cilíndricas de muchas flores de color rosa pálido o rosa-rojo que nacen en la parte superior del corto tallo erecto, desde mediados del verano hasta el otoño.

## Hábitat
P. affine se encuentra en la cordillera del Himalaya, desde Afganistán hasta el E. de Nepal, a una altitud de 3000-4800 m.

## Taxonomía
Polygonum affine fue descrita por David Don y publicado en Prodromus Florae Nepalensis 70. 1825.
Etimología
Ver: Polygonum
affine: epíteto latíno que significa "aliada"
Sinonimia
- Poligonum brunonis
- Persicaria affinis (D.Don) Ronse Decr.
- Bistorta affinis Greene